# Dick Bentley
Charles Walter "Dick" Bentley (14 de mayo de 1907 – 27 de agosto de 1995) fue un actor y comediante australiano, conocido por trabajar junto a Jimmy Edwards en el show Take It From Here, de BBC Radio. 

## Biografía
Nacido en Melbourne, Australia, de niño Bentley aprendió a tocar varios instrumentos musicales, y siendo todavía adolescente fue parte integrante del circuito de cabaret de Melbourne como comediante y cantante, con un número propio en el que se entremezclaban los chistes con la interpretación musical. Hizo su primera actuación para la Australian Broadcasting Company Radio en los inicios de la década de 1930 y en 1938 ya se había consolidado en el mundo del espectáculo. Ese año se trasladó a Londres y trabajó para la BBC. Recién casado, volvió a Australia con el inicio de la Segunda Guerra Mundial, y pasó varios años entreteniendo a las tropas en el Teatro del Pacífico.
Hacia 1946 era uno de los mejor pagados artistas australianos, y volvió al Reino Unido para intentar ampliar su audiencia. Se juntó al guionista Denis Norden y trabajó en muchos de los mejores programas radiofónicos del momento. Una actuación en Navy Mixture le hizo formar equipo con éxito con Jimmy Edwards, y de manera indirecta emparejó a Denis Norden con Frank Muir, guionista de Edwards. Muir y Norden escribieron juntos Take It From Here (1948-1960), con Edwards y Bentley como dos de sus tres estrellas. El número más conocido de Take It From Here fue The Glums.
En 1951, durante la emisión de Take It From Here, Bentley volvió brevemente a Australia para protagonizar una serie radiofónica de diez episodios, Gently Bentley, pensada para celebrar el aniversario de la Australian Broadcasting Company. En 1956 trabajó en And So To Bentley, una comedia a base de sketches para la BBC, coprotagonizada por Peter Sellers. El show duró solamente una temporada, y el humor de Bentley fue ensombrecido por el carismático Sellers. Estos shows fueron también escritos por Muir y Norden.
En 1960 volvió a Australia para actuar en la película Tres vidas errantes, protagonizada por Robert Mitchum y Deborah Kerr. A finales de los años sesenta volvió a la BBC para participar en la serie If You Had a Talking Picture of Me.
En 1972 y 1974 Bentley tomó parte de las películas The Adventures of Barry McKenzie y Barry McKenzie Holds His Own, derivadas del cómic publicado en Private Eye sobre el personaje Barry McKenzie. 
Hacia 1974 estaba prácticamente retirado, pero volvió brevemente a la pantalla para actuar en la temporada de 1978 de Some Mothers Do 'Ave 'Em en el papel del abuelo de Frank Spencer.
Dick Bentley falleció en 1995 a causa de complicaciones de una enfermedad de Alzheimer en Londres, Inglaterra.